# Bonifacy Dziadulewicz

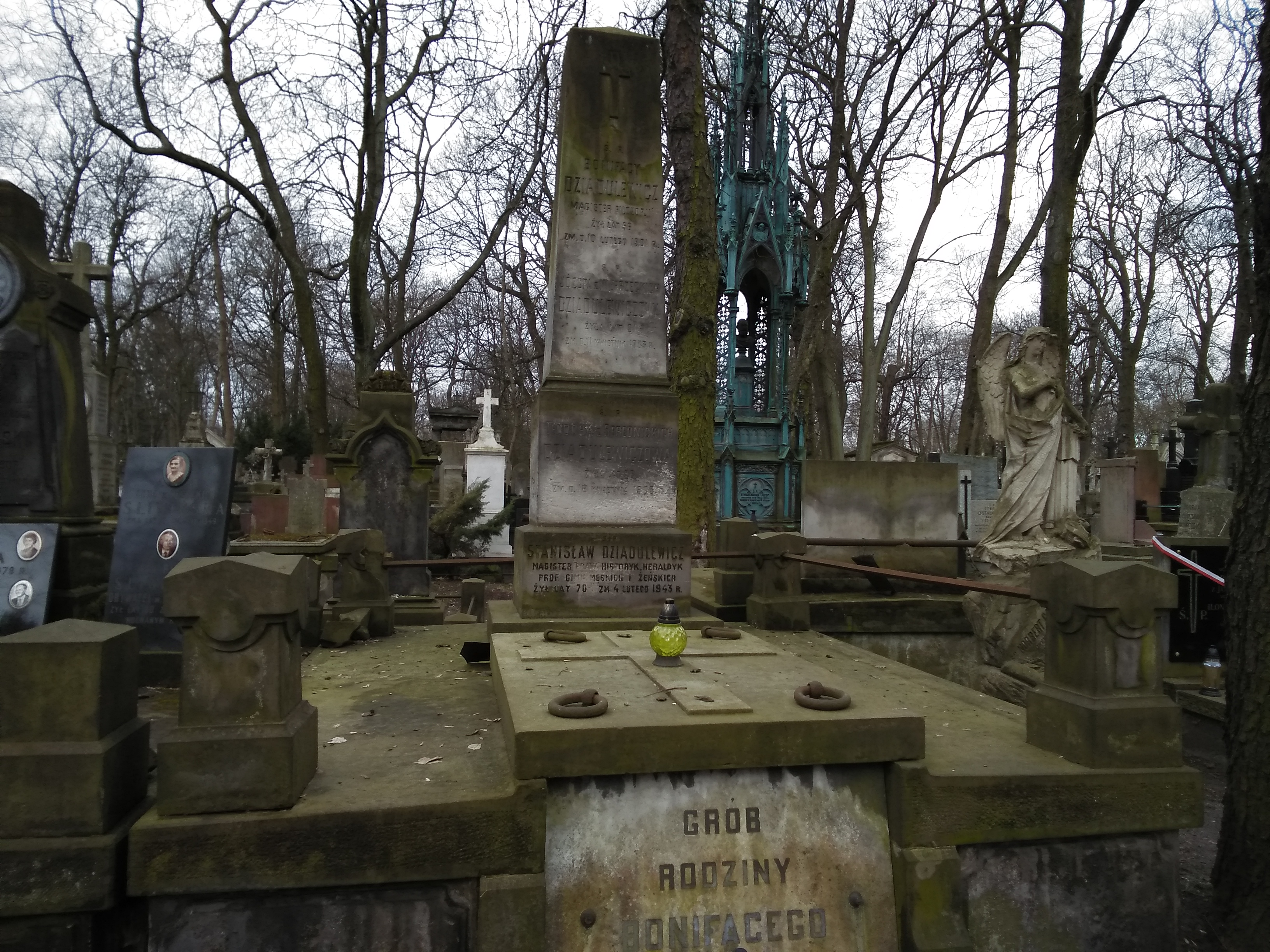
Grób rodzinny Bonifacego Dziadulewicza na cmentarzu Powązkowskim

Bonifacy Dziadulewicz (ur. 1844 w Wyłkowyszkach – zm. 10 lutego 1901 w Warszawie) – powstaniec styczniowy, propagator życia muzycznego, ojciec Stanisława Dziadulewicza.

## Życiorys
Pochodził z rodziny o tatarskich korzeniach. Był synem Piotra i Weroniki z Milanowskich. W powstaniu styczniowym walczył w partiach Karola Jastrzębskiego, Zygmunta Padlewskiego i Konstantego Ramotowskiego „Wawra”. Brał udział m.in. w starciach pod Białaszewem (31.03.1863) i Jaświłami (2.04.1863). Następnie stanął na czele własnego oddziału złożonego z ok. 70 ludzi, działającego w okolicach Rajgrodu. Oddział przeszedł później w lasy sztabińskie i działał w pobliżu partii Wawra, zachowując jednak autonomię. W bitwie pod Wincentą (18.09.1863), w której uczestniczyły połączone oddziały Władysława Brandta i Władysława Micewicza, dowodził jako kapitan oddziałem kosynierów. Po powstaniu mieszkał w Warszawie, zajmując się propagowaniem życia muzycznego. Pochowany został na Powązkach  w grobie rodzinnym (32 Wprost, rząd 5, miejsce 9 i 10).